# Пижик охотський
Пижик охотський (Brachyramphus perdix) — вид морських птахів родини алькових (Alcidae).

## Поширення
Птах гніздиться навколо Охотського моря на сході Росії та півночі Японії. Взимку мігрує до Японії та Кореї. Бродяжних птахів спостерігали в Північній Америці та Європі.

## Опис
Невеликий птах завдовжки до 25 см. У негніздовий період має біле забарвлення з чорною верхівкою голови, потилицею, спиною та крилами. У гніздовий період має буре пір'я з білими кінчиками, що надає птаху строкатого вигляду. Дзьоб короткий, чорного кольору.

## Спосіб життя
Трапляється неподалік берега у затишних бухтах. Живиться дрібною рибою. На відміну від більшості інших морських птахів, він не розмножується колоніями і гніздиться на гілках хвойних дерев або серед лишайників чи мохів далеко від морського берега. У кладці одне зелене яйце. Інкубація триває близько місяця. Через 40 днів після вилуплення пташеня вже вміє літати і самостійно долітає до моря.